# Paule Constant

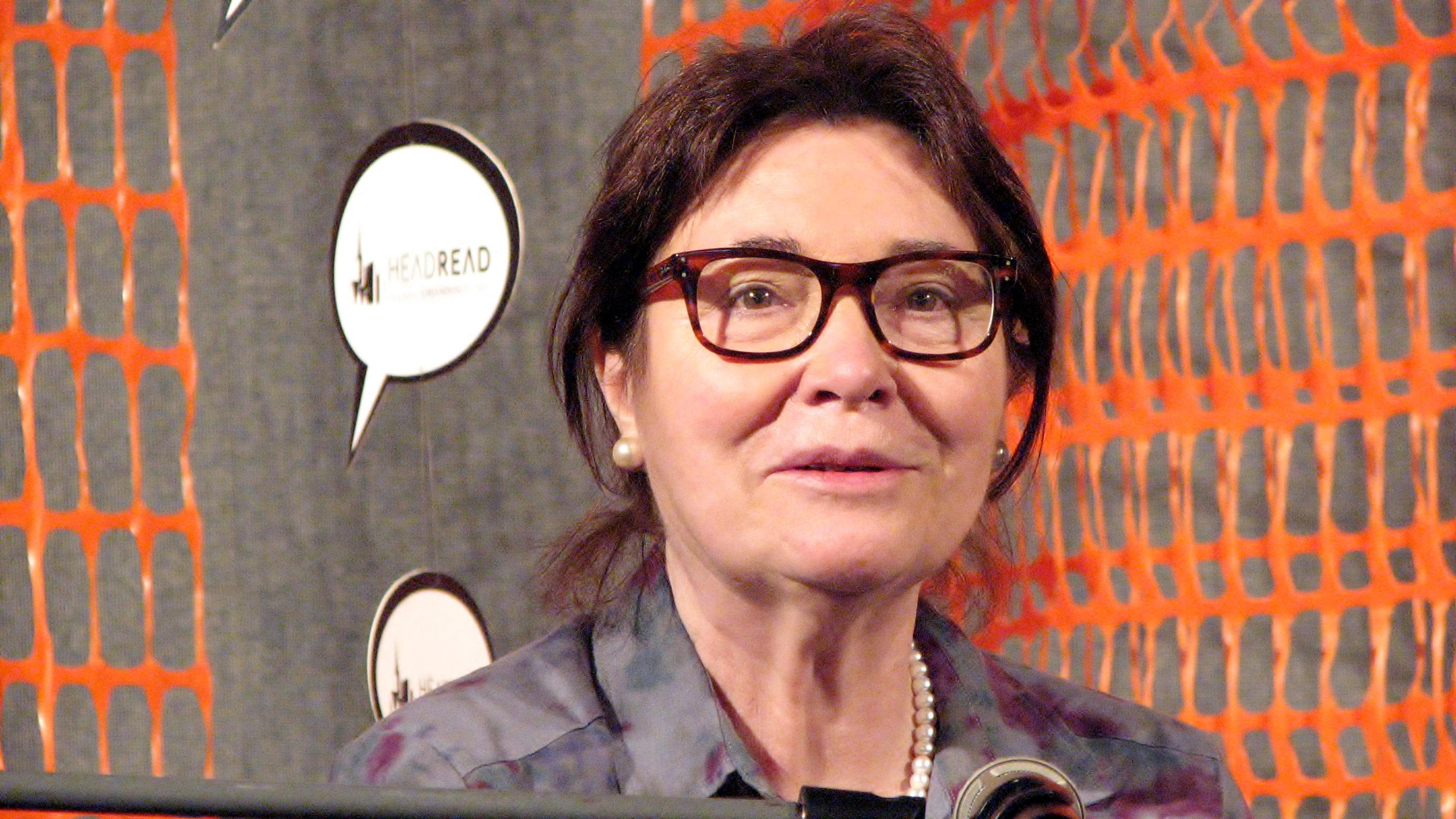
Paule Constant (2012).

Paule Constant (Ch. LH) (* 25. Januar 1944 in Gan, Département Pyrénées-Atlantiques) ist eine französische Schriftstellerin.

## Leben
Paule Michéle Constant verbrachte einen Großteil ihres Lebens im Ausland, vor allem in Afrika, Asien und Südamerika. Danach lebte sie in Aix-en-Provence. Sie ist Professorin der Literaturwissenschaft an der Universität Aix-Marseille und war u. a. Gastdozentin an der Wichita State University. 2013 wurde sie Mitglied der Verleihungsjury der Académie Goncourt für den 2012 verstorbenen Robert Sabatier. Heute wohnt sie in Aix-en-Provence.
Constant veröffentlichte literaturwissenschaftliche Essays und Kritiken. Ihr Roman Confidence pour Confidence wurde 1998 mit dem französischen Literaturpreis Prix Goncourt ausgezeichnet.

## Ehrungen
Weitere schriftstellerischen Arbeiten wurden mit dem Grand Prix de l'Essai de l'Académie française 1987, dem Grand Prix du Roman de l’Académie française 1990, dem Prix Valéry Larbaud 1980 und dem Prix François Mauriac 1990 prämiert. Für ihren Roman Sex und Geheimnis erhielt Paule Constant den Menschenrechtspreis von Amnesty International 2003.

## Werke (Auswahl)
- Ouregano. Roman einer Liebe („Ouregano“, Gallimard 1980, Prix Valery Larbaud 1980). Übersetzt von Uli Aumüller, FVA 1998. Goldmann, München 2000, ISBN 3-442-72551-8.
- „Propriété privée“, Gallimard 1981.
- „Balta“, Gallimard 1983.
- „Un monde à l’usage des demoiselles“, essai, Gallimard 1987.
- White Spirit. Roman („White spirit“, Gallimard 1989). Übersetzt von Uli Aumüller, FVA 1997. Goldmann, München 1999, ISBN 3-442-72277-2.
- „Le Grand Ghâpal“, Gallimard 1991.
- „L'Education des Jeunes Filles de la Légion d'Honneur“, Arte 1992.
- Die Tochter des Gobernators. Roman („La Fille du Gobernator“, Gallimard 1994). Übersetzt von Andrea Spingler, FVA 1995. 2. Aufl. Goldmann, München 1997, ISBN 3-442-72195-4.
- „Mon héros préféré : La princesse de Clèves“, La 5, 1996.
- Vertrauen gegen Vertrauen. Roman („Confidence pour confidence“, Gallimard 1998, Prix Goncourt 1998). Übersetzt von Michael Kleeberg, FVA 1999. Goldmann, München 2001, ISBN 3-442-72684-0.
- „Paule Constant sur les traces de Jean Giono, hommage à l’un de ses maîtres“, La 5, 2001.
- Sex und Geheimnis („Sucre et Secret“, Gallimard 2003). Übersetzt von Michael Kleeberg, FVA, Frankfurt/M. 2003, ISBN 3-627-00105-2.
- Im Brautkleid. Roman („La Bête à chagrin“, Gallimard 2007). Übersetzt von Michael Kleeberg, DVA, München 2009, ISBN 978-3-421-04368-9.
- „C’est fort la France !“, Gallimard 2013.
- „Des chauves-souris, des singes et des hommes“, Gallimard 2018.
- „Mes Afriques“, Gallimard 2019.